# Musée intercommunal d'Étampes
Le musée intercommunal d'Étampes, anciennement musée municipal d’Étampes, est situé à Étampes, dans le département de l'Essonne et la région Île-de-France.
Il est installé dans une dépendance de l'hôtel-de-ville et présente principalement des collections de peintures du XIXe siècle.

## Histoire
Le musée fut créé en 1874 à la suite de la donation de l'artiste peintre et sculpteur Élias Robert. Il fut installé dans les locaux de l'hôtel-de-ville au sortir de la Seconde Guerre mondiale. En 2002, le musée fut labellisé musée de France.

## Collections
Outre les œuvres du peintre et sculpteur Élias Robert, le musée présente des réalisations du graveur Narcisse Berchère, de Félix Giacomotti, de Louise Abbéma, d'Édouard Béliard. Elle conserve un buste en plâtre de Geoffroy Saint-Hilaire par Jean-François Legendre-Héral qui en 1877 était dans le bureau du maire
Plus proche de l'histoire communale, il y fut ajouté des fossiles du Stampien, des mosaïques gallo-romaine provenant de Souzy-la-Briche, des lames en silex de Moigny-sur-École, la grille en fer forgé du XIIe siècle de l'abbaye de Morigny.

## Galerie

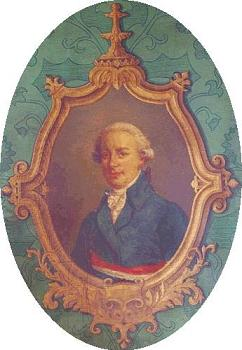
Portrait de Jacques Guillaume Simonneau (1740-1792), maire d'Étampes de 1791 à 1792.
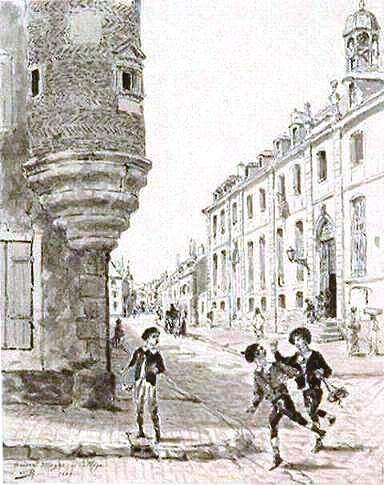
Lavis par Narcisse Berchère : rue Magne et Collège.